# Gerard Johan Vreelandt
Gerard Johan Vreelandt (Utrecht, 24 september 1711 – Colombo, 26 februari 1752) was een koopman in dienst van de VOC. Hij was van 1751 tot 1752 gouverneur van Ceylon.

## Biografie

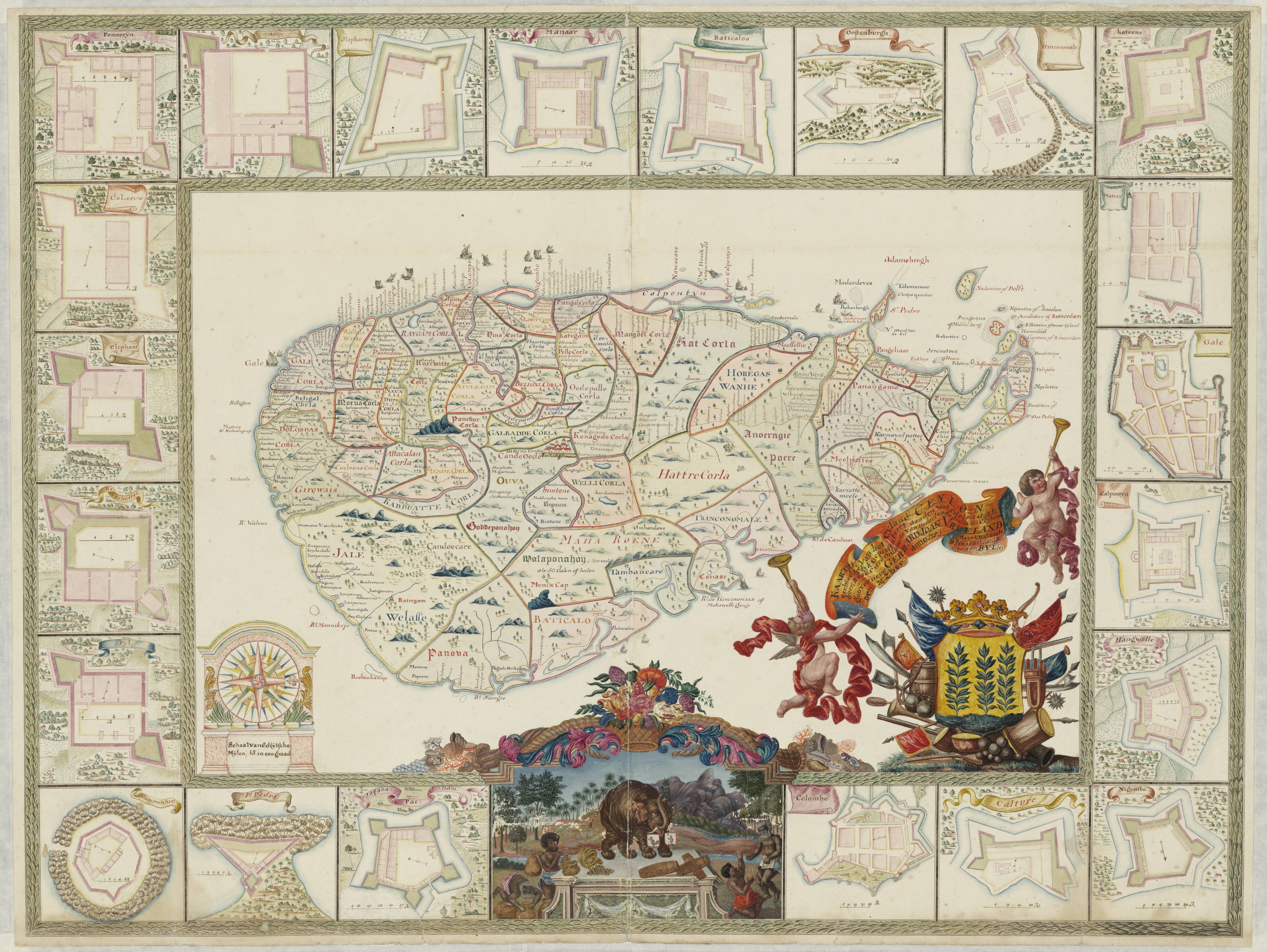
'Kaartje van het eyland Ceylon', met langs de randen plattegronden van forten. De kaart is in 1753 gemaakt in opdracht van Vreelandt.

Vreelandts vader, ook Gerard geheten, was geboren in Batavia, maar kwam toen hij in de twintig was naar Nederland. In 1708 trouwde hij in Utrecht met de Utrechtse Petronella van Romondt. Gerard Johan werd daar op 24 september 1711 geboren. In oktober 1735 ging ook hij naar Indië, als assistent van de opperkoopman op het schip de Knappenhof van de VOC-Kamer Rotterdam. In juli 1736 aangekomen in Batavia kwam hij te werken op de Generale Secretarie, die onder leiding stond van de secretaris van de Raad van Indië, Willem Maurits Bruininck.

### Colombo
Op 19 juli 1737 werd Vreelandt benoemd tot onderkoopman en winkelier in Colombo, het bestuurscentrum van het VOC-gebied in Ceylon, waar op dat moment Gustaaf Willem van Imhoff gouverneur was. De Compagnie had hier in de 17de eeuw in het noorden en zuidwesten gebieden op de Portugezen veroverd, en exporteerde de daar in het wild groeiende kaneel naar Europa en in de jungle gevangen olifanten naar India en Bengalen. Ook was zij er in de loop van de tijd als overheid gaan fungeren. Op 16 november 1738 trouwde Vreelandt in Colombo met de daar geboren 19-jarige Susanna Petronella Visboom.
Toen Van Imhoff begin 1740 terugging naar Batavia was Bruininck zijn opvolger. Deze bevorderde Vreelandt op 12 augustus tot koopman en dispensier, oftewel beheerder van het centraal magazijn. Bruininck zou maar kort blijven. Zijn vervanger, Julius Stein van Gollenesse, benoemde Vreelandt begin 1744 tot fiscaal. Deze onderzocht gevallen van fraude en trad op als officier van justitie.

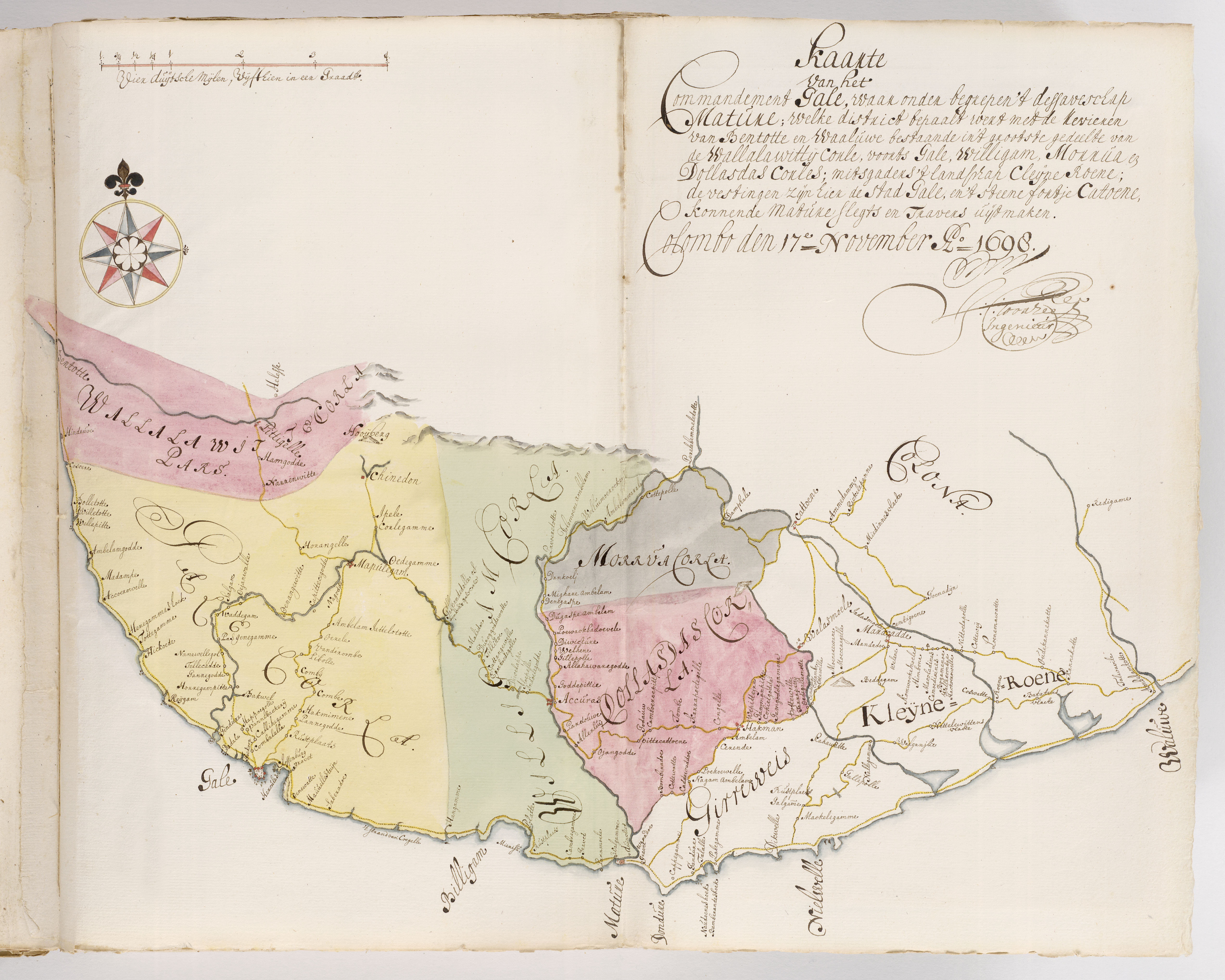
Het Commandement Galle van de VOC

### Matara
Op 19 augustus 1746 verhuisde Vreelandt van Colombo naar Matara aan de zuidkust, waar hij opperkoopman en dessave werd. Hij stond als zodanig aan het hoofd van het inheemse bestuur in het district Matara, en was verantwoordelijk voor de belastingheffing en de levering van de traditionele herendiensten in de feodaal-agrarische samenleving van Ceylon. Deze waren vastgelegd per kaste. Voor de VOC, die als landheer in Matara de herendiensten ontving, waren vooral de kaneelschillers (de chaliassen) van de Salagama-kaste en de vangers van olifanten van groot belang.

### Galle
Een jaar later, op 12 juni 1747, werd hij gezaghebber in het iets verder aan de kust gelegen Galle, dat een belangrijk handelsknooppunt was in de regio, met een groot fort en een veilige haven voor alle seizoenen. Hij nam het gezag over van Jacob de Jong jr., die commandeur van Jaffna werd. Op 27 september 1748 werd Vreelandt officieel benoemd in de rang van commandeur.
Inmiddels had gouverneur Van Gollenesse herhaaldelijk gevraagd om afgelost te worden en de Raad van Indië had de directeur van Bengalen, Jan Huyghens, benoemd tot zijn vervanger. Deze liet begin 1750 echter weten dat hij wilde repatriëren naar Nederland, en ging in plaats van naar Ceylon naar Batavia. Op 1 september werd Vreelandt toen benoemd als gouverneur, na eerst bevorderd te zijn tot extra-ordinaris lid van de Raad van Indië. Van Gollenesse was toen nog steeds in Colombo. In november overleed gouverneur-generaal Van Imhoff en werd opgevolgd door Jacob Mossel, die daarvoor directeur-generaal was (de tweede positie in de VOC in Azië). In zijn plaats werd Van Gollenesse benoemd. Op 26 maart 1751 vertrok hij naar Batavia en nam Vreelandt het van hem over.

### Colombo

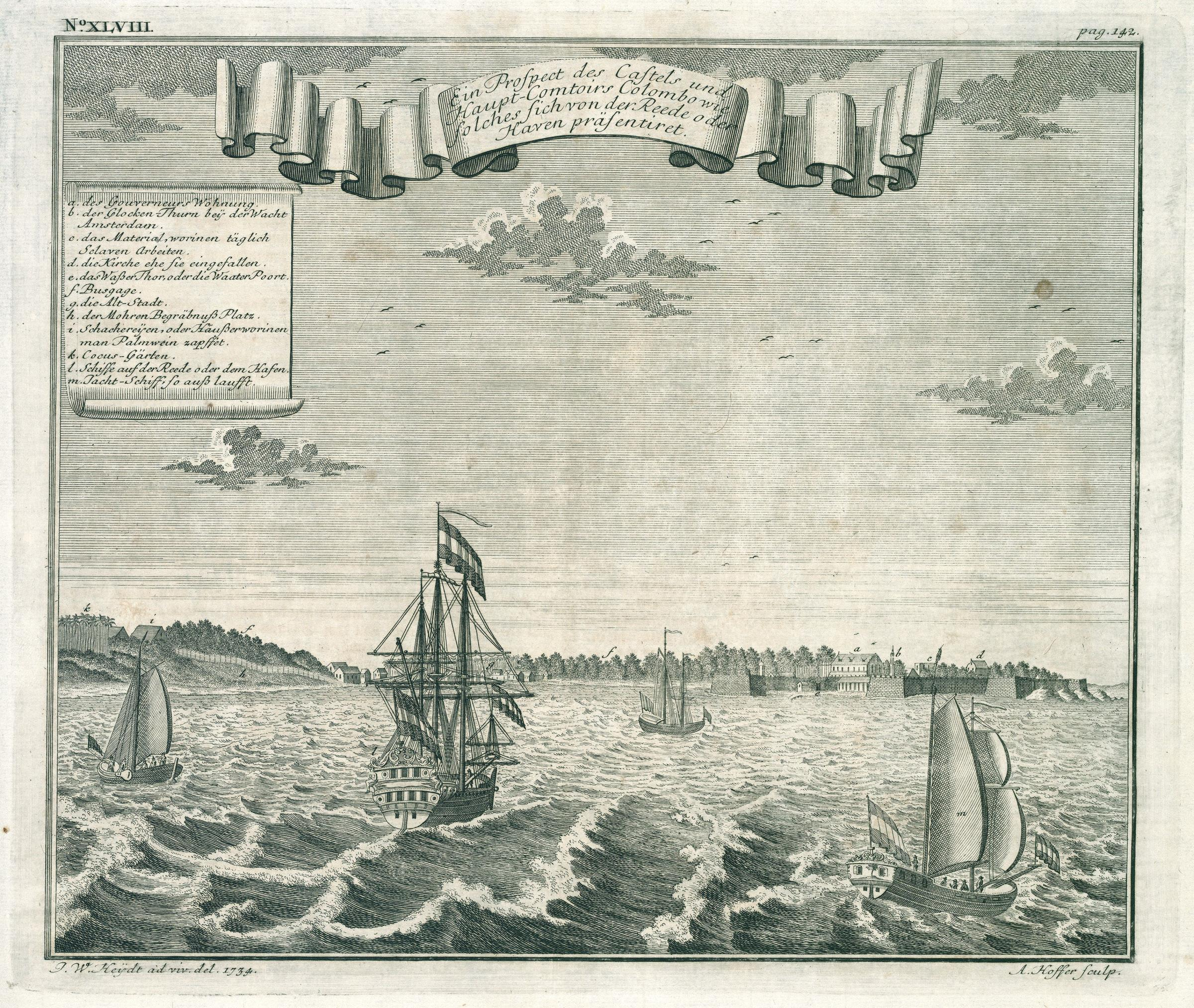
Fort Colombo en schepen op de rede.

In zijn bestuursperiode werden grote gebieden in Ceylon geteisterd door 'fenijnige coortsen' waardoor duizenden mensen stierven, de handel deels stilstond en er minder kaneel werd geleverd dan door Batavia gevraagd was. Daar was bovendien door brand in de Westzijdse pakhuizen de hele voorraad vernietigd. Wel waren vele in het verleden naar het koninkrijk Kandy gevluchte ontevreden kaneelschillers weer teruggekeerd. Tijdens hun paresse beloofden zij zich voortaan beter aan hun plicht te houden. De paresse was een jaarlijks traditioneel festival waarbij duizenden kaneelschillers met hun hoofden naar Colombo kwamen, begeleid door muziek en dans. Met de 'kapitein kaneel' (een VOC-medewerker) en de gouverneur werden problemen en klachten besproken en beloningen en eventuele sancties opgelegd. Bekende problemen waren het omhakken van kaneelbomen bij het in cultuur brengen van land door de groeiende bevolking en problemen bij het schillen van kaneel op het grondgebied van Kandy, waarvoor toestemming (en onthouding van ondanks verleende toestemming gepleegde obstructie) van de koning van Kandy was vereist.
De parelvisserij bij Aripo aan de Golf van Mannar, die verpacht werd aan ondernemers in de regio, begon uitgeput te raken en zou voor een aantal jaren gestopt moeten worden om de oesters de gelegenheid te geven weer te groeien. Ook voor de hogere VOC medewerkers was dat slecht nieuws, want ook zij mochten er op inschrijven, met aanzienlijke neveninkomsten in het vooruitzicht.
Door alle gemiste inkomsten dreigden in Ceylon de kosten de opbrengsten weer te overtreffen. Aangezien de grote winst op de verkoop van kaneel in Europa niet in de boekhouding van Ceylon terechtkwam moesten de kosten op een andere manier gedekt worden, zoals door handel in secundaire producten met India en belastingheffing. Vreelandt werd opgedragen de pepercultuur, de koffiecultuur, de verbouw van sappanhout en de 'roodverwerij' met wortelsap van Coromandelse stoffen te blijven verbeteren.

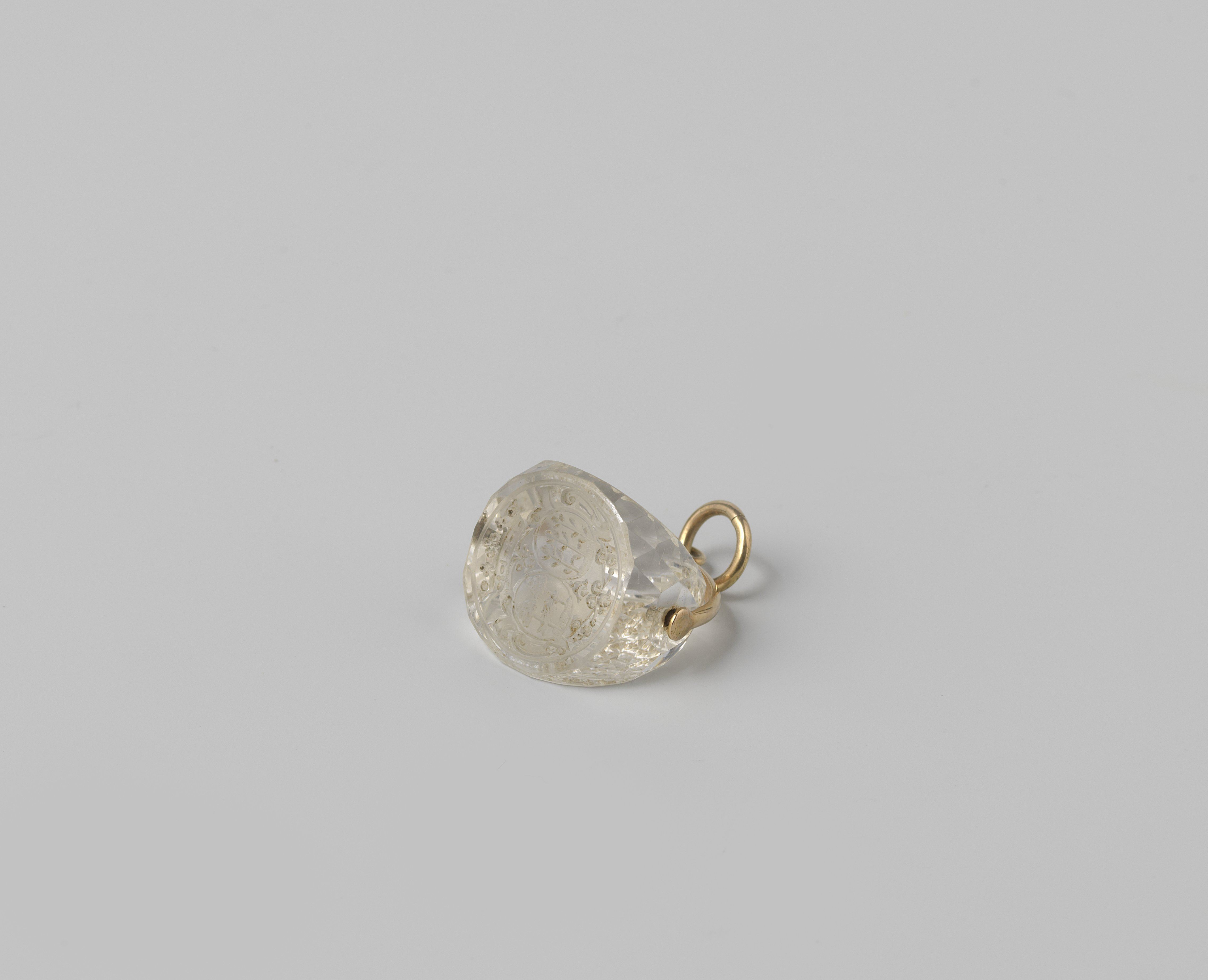
Stempel van bergkristal met de wapens van Vreelandt en zijn vrouw.

Vreelandt zou niet lang gouverneur blijven. Na enige tijd ziek te zijn geweest overleed hij op 26 februari 1752 op veertigjarige leeftijd. Jacob de Jong was al uit Jaffna gekomen om het bestuur over te nemen totdat er in Batavia een nieuwe gouverneur was benoemd. De jaarlijkse ambassade naar het hof van Kandy werd afgelast. Het verzoek om kaneel te mogen schillen op Kandiaans grondgebied en om olifanten naar Jaffna te brengen werd via Kandiaanse gezanten gedaan en door koning Kirti Sri Rajasinha zonder meer goedgekeurd. Dit strekte volgens Batavia tot 'een doorstraalend bewijs' van de goede vriendschap van het hof. In juni benoemde men Joan Gideon Loten als de nieuwe gouverneur. Hij zou in september in Ceylon arriveren.
Vreelandt werd op 4 maart begraven in de kerk in het fort van Colombo. In 1813 werd, na het verval van deze nog door de Portugezen gebouwde kerk, zijn graf samen met dat van veel anderen overgebracht naar de Wolvendaalsche Kerk, op een heuvel buiten het fort. Zijn grafsteen is daar nog steeds te zien. De tekst luidt: 'Hier rust het lyk van den Weledele Groot Agtbaare Heer Geraard Johan Vreland, raad extraordinair van Nederlands India, Gouverneur en Directeur van het eyland Ceylon, de custen Madure en de verdere onderhoorigheden. Gebooren tot Utrecht den 24 September, Ao. 1711. Overleeden tot Colombo den 26 February, Ao. 1752, oud zynde 40 jaaren 5 maanden en 2 dagen.'
Vreelandt had een verzameling wapenzegels. Een ervan, van bergkristal met een gouden hangertje, met de wapens van hemzelf en die van zijn vrouw, is in het bezit van het Rijksmuseum.